# Entomobrya nicoleti
Entomobrya nicoleti är en urinsektsart som först beskrevs av Lubbock 1868.  Entomobrya nicoleti ingår i släktet Entomobrya, och familjen brokhoppstjärtar. Arten är reproducerande i Sverige.